# Breath of Fire 6
Breath of Fire 6 (ブレスオブファイア6 白竜の守護者たち, Breath of Fire 6: Hakuryū no Shugosha-tachi, littéralement « Souffle de feu 6 : Les Gardiens du dragon blanc ») est un jeu vidéo de rôle développé et édité par Capcom, sorti en  2016  sur Windows, iOS et Android.

## Accueil
Les fans de la série ont vivement réagi à l'annonce du jeu sur support mobile et dans un modèle économique free-to-play alors que le précédents opus étaient des jeux console premiums. En août 2017, le jeu avait une note moyenne utilisateur très faible de 1,7/5 sur Google Play.